# Dushi (huyện)
Dushi là một huyện thuộc tỉnh Baghlan, Afghanistan. Dân số thời điểm năm 1999 là 54,06 người.